# ユキリョウイチ
ユキ リョウイチ（1972年12月6日 - ）は日本の俳優・歌手。コムスシフト所属。
中学の頃からバンドを組み音楽活動を行う。
並行して16歳の時から俳優活動を始め、1993年に単発ドラマ『森蘭丸〜戦国を駆け抜けた若獅子〜』の主役に抜擢される。同番組では自作の「遠くからのラブソング」が主題歌として使われた。
その後、俳優活動を停止し本格的に音楽修業を始める。1998年、インディーズレーベルよりフルアルバム『DEAR GOD』をリリース。芸名を現在のものに変更し本格的にソロシンガー・アーティストとして活動を始める。
ミッジ・ユーロを尊敬し、自身の音楽も海やイルカなど自然をテーマにしたものが多い。
アルバム『DEAR GOD』はミッジ・ユーロをプロデューサーに迎え、ミッジ・ユーロにとっては初の日本人アーティストのプロデュース作となった。
サウンドはアンビエント・ヒーリング系で、歌声は男性的で力強くセクシーである。
一方、映画『SF サムライ・フィクション』に出演して俳優業を再開。以降は時代劇を中心とした俳優業とアーティストの両軸で精力的に活動している。

## 主な出演

### 映画
- SF サムライ・フィクション（隼 1998年8月公開）
- ラスト サムライ（侍の集団の一人 2004年：野口良一名義）
- 桜田門外ノ変（稲葉和則 2010年10月16日公開）
- てやんDays（2012年9月29日公開）
- 忍道-SHINOBIDO-（2012年2月4日公開、ジョリー・ロジャー） - 木下東五郎 役[1]
- ×ゲーム2（2012年4月、ジョリー・ロジャー） - 尾藤正彦（週刊誌編集マン） 役

### TVドラマ
- 森蘭丸〜戦国を駆け抜けた若獅子〜」(初主演　1993年：佑季良一名義)
- 蒼い記憶 Innocent Blue 沖縄編（主人公（零） 1998年11月8日-1999年2月7日）
- NHK大河ドラマ義経（藤原忠衡 2005年3月13日-27日、4月10日）
- 剣客商売スペシャル「決闘・高田の馬場」（2005年9月6日） - 赤坂源次
- 天下騒乱〜徳川三代の陰謀（徳川義直 2006年1月2日）
- JIN-仁-（を組 町火消しの亀吉 2009年12月6日）
- 新撰組 PEACE MAKER（桂小五郎 2010年1月20日-）
- 猫侍（2013年10月-） - 石渡政道
- 松本清張ミステリー時代劇 第12話「町の島帰り」（2015年9月15日） - 千助
- 山本周五郎人情時代劇 第10話「泥棒と若殿」（2016年2月9日） - 成信
- 幕末グルメ ブシメシ!2（2018年1月10日 - 2月21日、NHK BSプレミアム） - 宮田俊成 役

### 紀行番組
- Innocent Blue 蒼い記憶 EX （1999年2月21日-）

### オリジナルビデオ
- エクソシスト 退魔士（2011年9月23日レンタル、ミッドシップ、寺内康太郎監督）

## CD

### アルバム
- DEAR GOD（1998年）

### マキシシングル
| 「So Wind Blow」                                          | 「So Wind Blow」           |                     |
| ユキリョウイチ の シングル                                | ユキリョウイチ の シングル |                     |
| --------------------------------------------------------- | -------------------------- | ------------------- |
| B面                                                       | Wonder Child               |                     |
| リリース                                                  | 1999年2月3日               |                     |
| 規格                                                      | CD                         |                     |
| ジャンル                                                  | J-POP                      |                     |
| 時間                                                      | 23分8秒                    |                     |
| レーベル                                                  | ポリドール                 |                     |
| 作詞・作曲                                                | ユキリョウイチ             |                     |
| プロデュース                                              | 中村哲                     |                     |
| チャート最高順位                                          |                            |                     |
| - 週間83位（オリコンシングルチャート）                    |                            |                     |
| ユキリョウイチ シングル 年表                              |                            |                     |
| \| - \| So Wind Blow （1999年） \| presence （1999年） \| |                            |                     |
|                                                           |                            |                     |
| EANコード                                                 |                            |                     |
| EAN 4988005229465                                         |                            |                     |
| テンプレートを表示                                        |                            |                     |
| -                                                         | So Wind Blow （1999年）    | presence （1999年） |

| - | So Wind Blow （1999年） | presence （1999年） |

- 雨アガル（2005年12月24日）

### タイアップ
| 曲名         | タイアップ                                                                                               |
| ------------ | --- |
| So Wind Blow | TX系ドラマ「蒼い記憶〜Innocent' Blue」主題歌 TX系バラエティ「集まれ!ナンデモ笑学校」エンディング・テーマ |
| Wonder Child | TX系ドラマ「蒼い記憶〜Innocent' Blue」挿入歌                                                             |
| presence     | TX系「ドライブ A GO!GO!」エンディング・テーマ                                                            |

## 写真集
- SAMURAI PHOTO（1998年、SF サムライ・フィクションのフォトブック）